# Esbjerg gamle Ting- og Arresthus
Esbjerg gamle Ting- og Arresthus er beliggende ved Torvet i Esbjerg og er tegnet af arkitekt H.C. Amberg i 1891 i stilen historicisme. Bygningen stod færdig i 1892 og fungerede som Rådhus til 1976, hvor byrådet flyttede i det nye Esbjerg Rådhus. Arresthuset blev ikke benyttet fra 1947.
Bygningen har et tårn, der er 30 meter højt samt kamtakkede gavle og mange detaljer i murværket. Bygningen var ualmindeligt stor og ambitiøs for den spæde by, der i 1890 kun havde omkring 4000 indbyggere, men byen havde en eksplosiv udvikling og nåede i 1900 op på 13.000 indbyggere.
I dag bliver bygningen blandt brugt til vielser af Esbjerg Kommune, samt til turisme af Destination Vadehavskysten.